# Laufsalir
Laufsalir är en kulle i republiken Island. Den ligger i regionen Suðurland, 190 km öster om huvudstaden Reykjavík. Toppen på Laufsalir är 636 meter över havet. Laufsalir ingår i Bárðarhnúkar.
Trakten runt Laufsalir är nära nog obefolkad, med mindre än två invånare per kvadratkilometer. Det finns inga samhällen i närheten. Trakten runt Laufsalir består i huvudsak av gräsmarker.